# Les Assions
Les Assions település Franciaországban, Ardèche megyében. Lakosainak száma 768 fő (2022. január 1.). Les Assions Berrias-et-Casteljau, Chambonas, Chandolas, Lablachère, Payzac, Saint-Genest-de-Beauzon és Les Vans községekkel határos.

## Népesség
A település népességének változása:
| Lakosok száma | 456  | 440  | 448  | 599  | 686  | 704  | 740  | 763  | 764  | 768  |
|               | 1968 | 1982 | 1990 | 2006 | 2013 | 2015 | 2017 | 2019 | 2020 | 2022 |